# Johann Christian Gottlob Eidenbenz
Johann Christian Gottlob Eidenbenz (* 22. Oktober 1761 in Owen bei Kirchheim unter Teck; † 20. August 1799 in Stuttgart) war ein deutscher Komponist.

## Leben
Er war der älteste Sohn von Johannes Eidenbenz (1737–1815), Präzeptor in Owen, und dessen Frau Johanna Christiana geb. Löw (1724–1772). Eidenbenz erhielt seine Musikausbildung von 1776 bis 1784 als Zögling der Karlsschule, etwa gleichzeitig mit Johann Rudolf Zumsteeg und Friedrich Schiller. Bereits 1782 wurde er Bratschist und Altist am Stuttgarter Hoftheater des Herzogs Carl Eugen von Württemberg. Johann Christian Gottlob Eidenbenz komponierte Ballettmusiken, Lieder und viele kleine Klavierstücke. Am 8. Februar 1789 heiratete er in Stuttgart Rosine Justine Ziegler, Tochter des Leibgrenadiers Johannes Ziegler.
Eidenbenz litt an Trunksucht. Anfang 1799 führte dies zu seinem frühen Tod.
Mit Christian Friedrich Daniel Schubart und Johann Rudolf Zumsteeg gehört er zu den Vertretern der in diesen Jahren aufblühenden Schwäbischen Liederschule.

## Werke
- Sammlung neuer Klavierstücke mit Gesang für das deutsche Frauenzimmer, Berlin 1783/84
- 24 leichte Klavierbelustigungen, Stuttgart 1793
- 3 Duetti à 2 Flauti, op. 5, Heilbronn u. Offenbach 1795
- 12 leichte Klavierstücke, Leipzig 1796
- Melodien zum Taschenbuch für Freunde des Gesanges, Stuttgart 1796
- 12 Lieder mit Begleitung des Klaviers, Leipzig 1798
- Zahlreiche Einzeldrucke und Männerchorarrangements von Liedern, z. T. mit neuen Texten